# Annual Review of Public Health
Annual Review of Public Health – recenzowane czasopismo naukowe ukazujące się raz w roku i publikujące prace przeglądowe z zakresu zdrowia publicznego. Istnieje od 1980 roku.
Impact factor periodyku za rok 2015 wyniósł 10,240, co uplasowało go na 4. miejscu na 172 czasopisma w kategorii „zdrowie publiczne, środowiskowe i zawodowe”. Na polskiej liście czasopism punktowanych przez Ministerstwo Nauki i Szkolnictwa Wyższego z 2015 roku „Annual Review of Public Health” przyznano maksymalną liczbę punktów – 50. SCImago Journal Rank czasopisma za 2015 rok wyniósł 5,049, dając mu 3. miejsce na 464 czasopism w kategorii „zdrowie publiczne, środowiskowe i zawodowe”.